# Realisationsprinzip
Das Realisationsprinzip (englisch realization principle) ist im Rechnungswesen ein Grundsatz der Bilanzierung, wonach die erfolgswirksame Vereinnahmung von Umsatzerlösen, Erträgen oder Gewinnen erst erfolgen darf, wenn sie vom Unternehmen bis zum Bilanzstichtag realisiert sind.

## Allgemeines
Der Begriff Realisationsprinzip bezieht sich im weiteren Sinne auf die innerhalb eines Rechnungslegungssystems geltenden Grundsätze zur Realisierung – d. h. erfolgswirksamen Vereinnahmung – positiver Erfolgsbestandteile. Das Realisationsprinzip bestimmt, wann eine Leistung oder ein Erzeugnis als „realisiert“ gilt und damit zur Ermittlung des Unternehmenserfolgs herangezogen werden kann. Zum anderen bestimmt es, mit welchem Wert noch nicht realisierte Leistungen und Erzeugnisse in der Bilanz anzusetzen sind.
Entscheidend ist die Auslegung des Begriffs „Realisierung“ im Rechnungswesen. Als realisiert gilt ein Erlös, Ertrag oder Gewinn nach herrschender Meinung der Fachliteratur erst, wenn eine Lieferung beim Gefahrenübergang vollzogen oder eine Leistung erbracht wurde. Bei der Gewinnrealisierung im Börsenwesen muss der Gewinn durch einen Verkauf für den Verkäufer (oder den Käufer beim Leerverkauf) durch Zufluss verfügbar sein. Das Realisationsprinzip bestimmt mithin, unter welchen Bedingungen und zu welchem Zeitpunkt ein Ertrag entstanden ist.
Das Realisationsprinzip ist neben dem Imparitätsprinzip die inhaltliche Ausgestaltung des Vorsichtsprinzips.

## Rechtsfragen
Das Realisationsprinzip ergibt sich aus § 252 Abs. 1 Nr. 4 letzter Halbsatz HGB, wonach Gewinne nur zu berücksichtigen sind, wenn sie am Abschlussstichtag realisiert sind. Dieses Realisationsprinzip enthält zwei Komponenten. Einerseits bestimmt das Anschaffungskosten-/Herstellungskostenprinzip des § 253 Abs. 1 Satz HGB, dass Vermögensgegenstände zu Anschaffungskosten/Herstellungskosten zu bilanzieren sind, solange sie noch nicht den Absatzmarkt erreicht haben. Andererseits bestimmt der Realisationszeitpunkt, dass (positive) Erfolgsbeiträge als realisiert gelten, wenn der Sprung zum Absatzmarkt vollzogen wurde.  
Positive Marktwerte aus Derivaten bleiben wegen des Realisationsprinzips stets unberücksichtigt (§ 252 Abs. 1 Nr. 4 Halbsatz 2 HGB).

## Das strenge Realisationsprinzip
In der deutschen handelsrechtlichen Rechnungslegung – und durch das Maßgeblichkeitsprinzip auch in der steuerlichen Rechnungslegung – gilt das strenge Realisationsprinzip. Es zählt dort zu den Grundsätzen ordnungsmäßiger Buchführung.
Das Realisationsprinzip ist neben dem Imparitätsprinzip als eine der Konkretisierungen des Vorsichtsprinzips einer der zentralen Grundsätze der Bilanzierung; es ist in § 252 Abs. 1 Nr. 4 HGB, letzter Halbsatz („Gewinne sind nur zu berücksichtigen, wenn sie am Abschlussstichtag realisiert sind“) verankert.
Entgegen der Überschrift des § 252 HGB („Allgemeine Bewertungsgrundsätze“) hat das Realisationsprinzip auch Konsequenzen für den Ansatz von Bilanzposten.

### Anschaffungswertprinzip
Aus dem Realisationsprinzip folgt das Anschaffungs-/Herstellungskostenprinzip, das besagt, dass die Anschaffungs- bzw. Herstellungskosten von Vermögensgegenständen die Wertobergrenze bilden. Dies verhindert eben gerade den Ausweis von noch nicht realisierten Gewinnen. Dementsprechend dürfen beispielsweise auch selbst erstellte Waren, die verkauft werden sollen, nicht zum voraussichtlich erzielbaren Verkaufspreis bilanziert werden, sondern höchstens zu den Herstellungskosten.
Gleichzeitig soll aber im Regelfall durch den Kauf von Vermögensgegenständen auch kein Verlust ausgewiesen werden, Beschaffungsvorgänge sind grundsätzlich erfolgsneutral, eine etwaige Abschreibung findet erst später statt (siehe Niederstwertprinzip).

### Realisationszeitpunkt
Von den verschiedenen Zeitpunkten, die als Realisierungszeitpunkt in Frage kommen, wird mit dem Umsatzakt (Lieferung und Leistung; der Anspruch auf Gegenleistung – in der Regel die Zahlung des Kaufpreises – muss entstanden sein) eine mittlere Vorsichtsstufe gewählt. Damit ist festgelegt, dass zum Beispiel bei Abschluss eines Kaufvertrags noch keine Gewinnrealisation stattgefunden hat, allerdings muss auch nicht bis zur vollständigen Zahlung der Kaufpreisschuld gewartet werden, bis ein Gewinn erzielt werden kann. Der Gewinn gilt zum Zeitpunkt des Gefahrenübergangs – also zum Zeitpunkt der Übergabe an den Käufer oder eine zur Lieferung beauftragte Transportperson (z. B. Spediteur) – als realisiert. Zu diesem Zeitpunkt kann der Umsatzerlös in der GuV und die Einzahlung bzw. (bei Zielverkauf) Forderung in der Bilanz berücksichtigt werden.

### Auslegung
Aus dem Wortlaut der Vorschrift („Gewinne...“) wird gefolgert, dass das Realisationsprinzip nicht nur für die Berücksichtigung von Erträgen gilt, sondern auch für die Frage, wann Aufwendungen zu erfassen sind (Gewinn = Ertrag − Aufwand). Das Realisationsprinzip verlangt also, dass Aufwendungen den ihnen zugehörigen Erträgen zugerechnet werden, sie sind also dann zu passivieren, wenn die zugehörigen Erträge bereits realisiert wurden. Sie dürfen dagegen nicht passiviert werden, wenn sie Erträgen zuzurechnen sind, die zukünftig entstehen (Alimentationsprinzip). Jörg Baetge und andere ziehen einen ergänzenden „Grundsatz der Abgrenzung der Sache“ und das Finalprinzip heran, um letztlich zum selben Ergebnis zu kommen: Den realisierten Erträgen müssen die (direkt und indirekt) zurechenbaren Aufwendungen gegenübergestellt werden.

## Teilgewinnrealisierungen
Probleme bereitet das Realisationsprinzip bei der langfristigen Auftragsfertigung. Hier setzen Teilgewinnrealsierungen voraus:
- Die Möglichkeit von Teillieferungen muss vertraglich vereinbart sein,
- die Teillieferungen müssen in sich technisch abgeschlossen sein,
- die Teillieferungen müssen abgenommen und abgerechnet worden sein,
- ein Gesamtfunktionsrisiko darf nicht bestehen.

Teilgewinnrealsierungen sind nach IAS 11 erlaubt, auch der Gläubigerschutz des § 264 Abs. 2 Satz 1 HGB steht im Hinblick auf das Erfordernis einer den tatsächlichen Verhältnissen entsprechenden Bilanzierung der Ertragslage nicht entgegen.

## Das Realisationsprinzip international
Andere Rechnungslegungssysteme können Grundsätze der Erfolgsabgrenzung aufweisen, welche von jenen in der deutschen handelsrechtlichen Rechnungslegung abweichen. So können nach dem IFRS wie auch der US-GAAP (englisch realisation principle) Erfolge teilweise bereits dann vereinnahmt werden, wenn sie realisierbar, jedoch noch nicht realisiert sind. Hierdurch erfährt das Realisationsprinzip in den angelsächsischen Normensystemen eine weitere Auslegung als nach deutschem Handelsbilanzrecht.
Die vor allem vom IASB vorangetriebene paritätisch erfolgswirksame Fair-Value-Bilanzierung (englisch Fair Value Model / Full Fair Value Accounting) impliziert bei Wertsteigerungen über die historischen Kosten hinaus stets eine Vereinnahmung noch nicht realisierter Erträge.
Die IFRS sehen u. a. bei folgenden Sachverhalten die erfolgswirksame Vereinnahmung noch nicht realisierter Erträge vor, sofern bestimmte Bedingungen erfüllt sind:
- Bilanzierung mehr-periodiger Fertigungsaufträge (IAS 11),
- Bilanzierung von Finanzinstrumenten (IAS 39; IFRS 9),
- Bilanzierung von Sachanlagevermögen (IAS 40),
- Bilanzierung von biologischen Vermögenswerten (IAS 41).